# Anasazi
Os Anasazi eram um antigo povo indígena que viveu onde hoje fica o Four Corners, nos Estados Unidos, por volta do século XIII a.C. A sua civilização deixou vários monumentos litúrgicos em diferentes locais, dois dos quais foram classificados como património mundial pela UNESCO. Os restos encontrados mostram um conhecimento de cerâmica, tecelagem e irrigação. Além disso faziam observações dos movimentos solares e usavam símbolos que, até o momento, não foram decifrados. Considera-se que os atuais descendentes dos índios anasazi são os índios pueblo (como os Zuni e os Hopis) mas não se sabe ao certo se realmente existe continuidade étnica entre estes povos e os anasazi ou apenas continuidade geográfica.

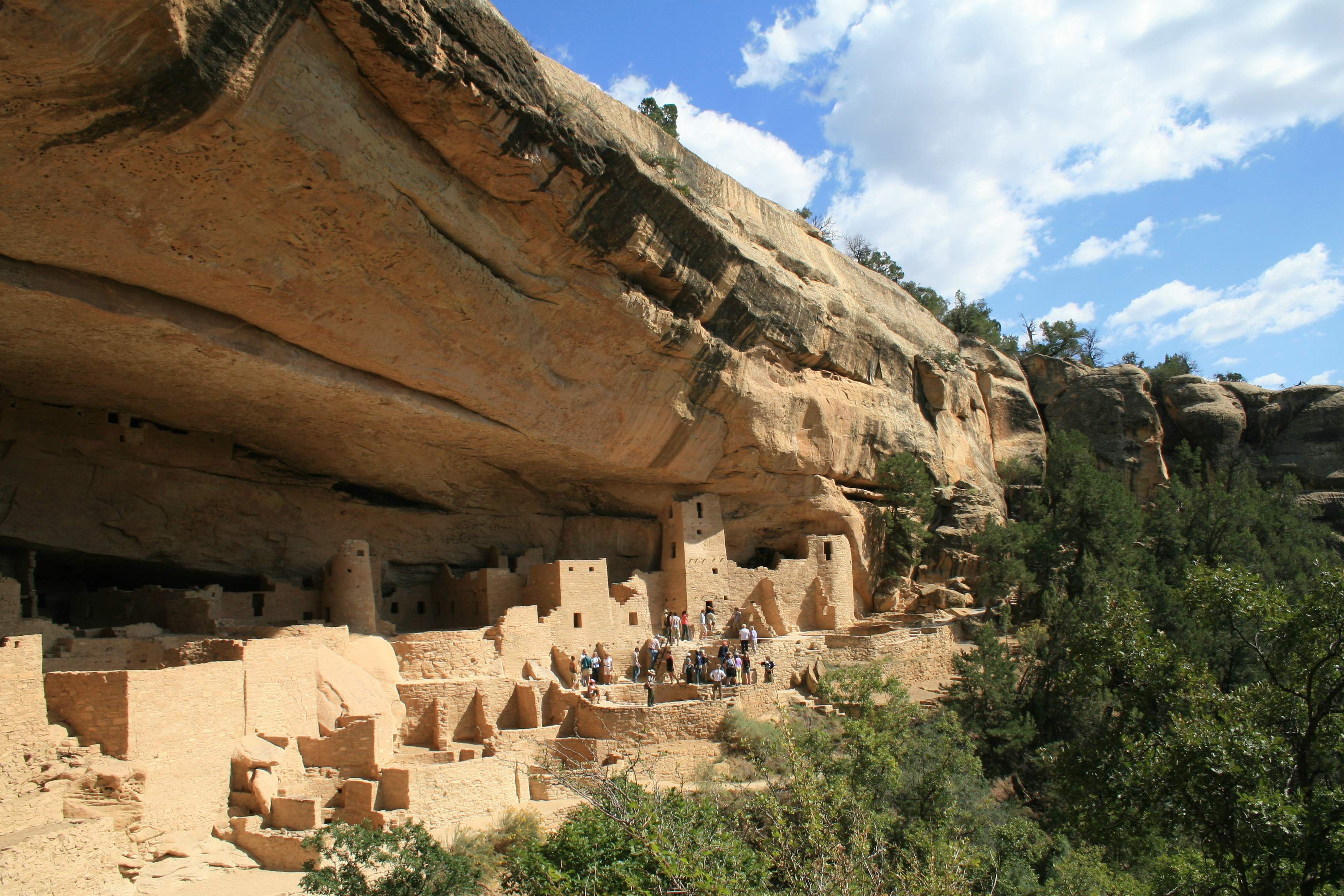
Palácio do Penhasco ou Cliff Palace no Parque Nacional de Mesa Verde.

## Introdução

### Etimologia
A civilização dos anasazis desapareceu completamente antes da chegada dos europeus à América. Não se sabe, já que não existem provas escritas, como se autointitulavam os anasazis, e a sua conexão étnica com povos modernos é alvo de discussões. De fato, "anasazi" é apenas o nome que os navajos contemporâneos dão ao antigo povo construtor de cidades. A palavra anasazi significa «os antigos» ou « os antigos inimigos»  em língua navaja. Os índios hopis usam a palavra hiçatsinom já que consideram a palavra "anasazi" desrespeitosa. Por último, os historiadores sob a designação "anasazi" agrupam algumas culturas similares que residiram na mesma zona, como os hohokam, los mogollon e os pataya, que desapareceram todas antes do século XVI.

### Cronologia

#### Contexto geral

A região dos anasazis (a rosa) e as culturas vizinhas Hohokam (a amarelo) e Mogollón (a verde). As zonas arqueológicas mais importantes são os de Mesa Verde, Canyon Chaco e Acantilado Gila. Esta zona forma superárea cultural da Oasiamérica.

Segundo as últimas teorias, os primeiros povoados na América datam de pelo menos 20 mil anos. Os primeiros indígenas sedentarizaram-se no sudoeste da América do Norte há cerca de 12 mil anos. Arqueólogos desenterraram ferramentas de pedra desta população na povoação de Clóvis. Caçavam animais de grande porte, como os mamutes, já extintos. Após a última era glacial,  o clima ficou mais quente e seco. Na América Central, os olmecas cultivavam milho (já desde o segundo milénio antes de Cristo). Foram substituídos por sucessivas civilizações de Teotihuacán, zapoteca e astecas. Os últimos foram contemporâneos do apogeu da civilização anasazi. Com a chegada dos espanhóis no século XVI as culturas ameríndias sofreram mutações radicais. Os grandes impérios desapareceram e os índios Pueblo substituíram os anasazi.

#### História da cultura anasazi
A história dos anasazis continua mistério devido à ausência de provas escritas. No entanto, através da arqueologia, nos é permitido estabelecer data cronológica aproximada. A região sudoeste dos EUA foi ocupada por povos de tradição Sohara (5500 a.C - século IV). Os "basketmakers"(cesteiros) ocuparam as áreas montanhosas e semiáridas, pouco antes da época cristã. Os anasazis sucederam os cesteiros no século VIII. A progressiva mudança da caça para a agricultura e a consequente fixação permanente fez emergir uma nova cultura chamada de "pueblos" referindo-se às povoações construídas com tijolos pelos anasazis de Mesa Verde nas falésias dos grandes desfiladeiros do Colorado. O inicio desta nova cultura (período Pueblo I, 700-900) é caraterizada por pequenas casas solitárias de algodão. O período Pueblo II (900-1100) marca o auge da cultura anasazi, é assinalado por um enriquecimento de ornamentos. O período Pueblo III (1100-1300) marca o declínio da cultura e a ocupação da Mesa Verde por novas aldeias primitivas.
A partir do ano 1300, os anasazis refugiaram-se no vale do Rio Grande e no centro do Arizona. Deixam-se de encontrar vestígios dos anasazis pouco antes da chegada dos espanhóis. As razões desse êxodo não são conhecidas. Contudo existem diversas hipóteses como: mudanças climáticas que ameaçavam as culturas, o aumento da população, problemas políticos ou talvez guerra. No entanto, dada a ausência de documentos escritos e da limitação do conhecimento atual, não é possível provar nenhuma dessas hipóteses.

## Cultura anasazi

### Situação e meio natural
Os arqueólogos encontraram vestígios da cultura anasazi em quatro estados dos Estados Unidos da América (Utah, Colorado, Arizona e Novo México). Apesar das grandes paisagens, as condições naturais não são as melhores para a sobrevivência humana. Esta zona é marcada pela aridez que torna grande parte desta desértica ou semidesértica. Os principais rios que atravessam estas terras são o Rio Grande e o Rio Colorado. A latitude é outra penalidade: os Invernos são frios e a neve pode cobrir todo o solo. A diferença de temperatura entre o Verão e o Inverno é considerável. A leste, as Montanhas Rochosas atingem os 4000 metros de altitude. A área da cultura anasazi estende-se pelos planaltos do Colorado, atravessada por rios e riachos. A geologia da região é bastante complexa e oferece todos os tipos de materiais desde arenito a rocha vulcânica. A flora e a fauna dependem da altitude, da aridez e da natureza do sedimento. No entanto os anasazi sabiam como usar os recursos naturais da região e ao mesmo tempo respeitar o equilíbrio natural. Recoletavam folhas de mandioca, dominavam a técnica da irrigação e importavam os recursos que não existiam na região.

### Culturas vizinhas
Os anasazi tinham contacto com outras culturas vizinhas próximas (ver mapa) como os hohokam e os mogollon. Estes são as culturas vizinhas dos anasazi mais populares. Compartilham várias características, a tal ponto que os cientistas os agrupam sobre a mesma categoria, como a irrigação, a caça, a construção de povoações em adobe, tijolo ou pedra, a cerâmica decorada e as relações comerciais com a Mesoamérica. Contudo diferem noutros aspetos pois os hohokam cremavam os seus mortos e os mogollon eram sobretudo caçadores.

## Aspetos materiais e tecnológicos

### Povoações

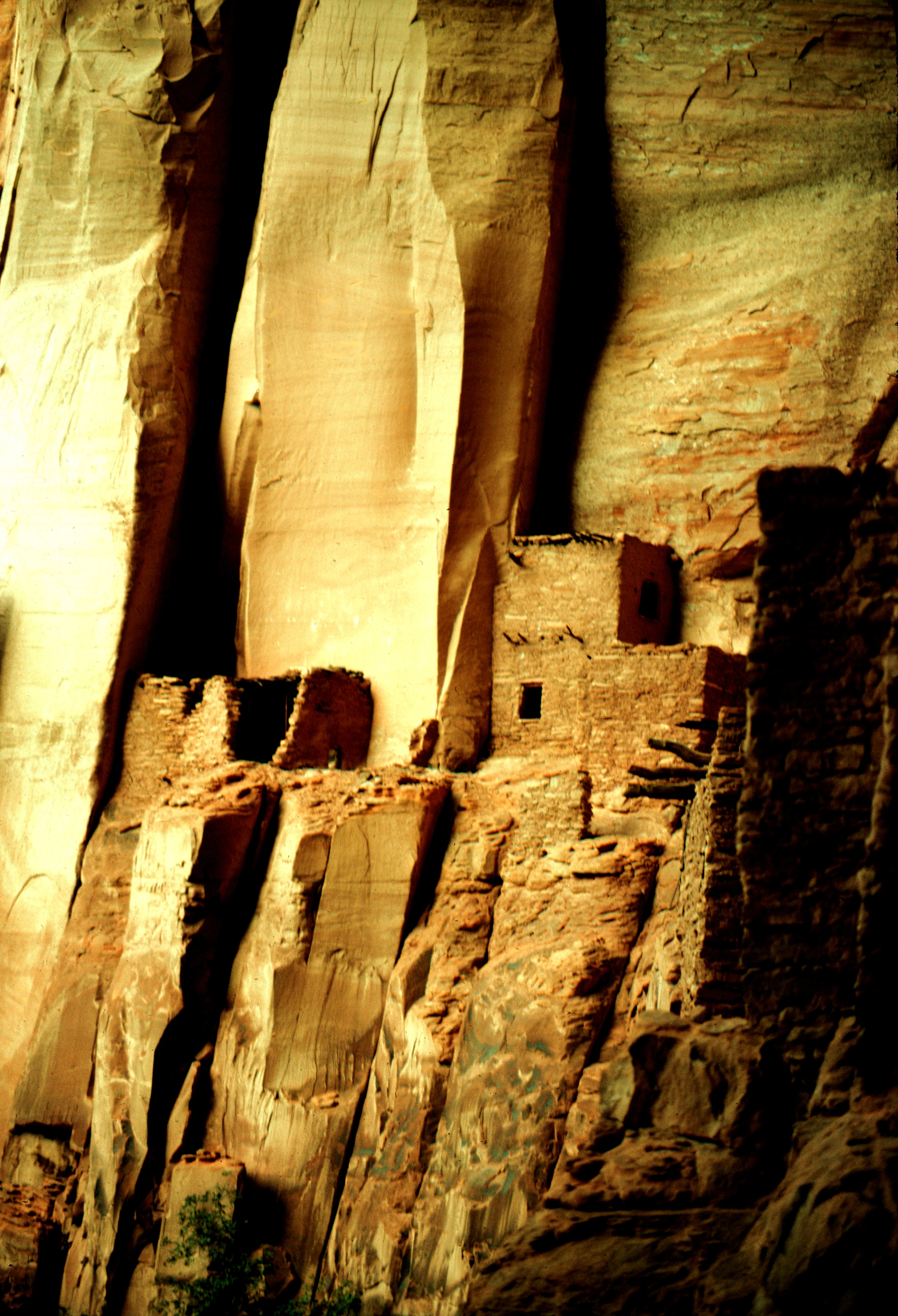
Ruínas anasazi, Desfiladeiro de Chelly - Arizona.

Graças à arqueologia conhecem-se várias casas e povoações anasazi. As casas mais antigas eram muito modestas, pequenas casas primitivas mas suficientemente grandes para alojar uma família. Tinham bases pouco profundas. O teto era feito com terra e galhos. Com o crescimento demográfico as famílias são agrupadas em aldeias. Este feito demonstra uma organização coletiva mais ou menos consciente do espaço. A partir do século X, estas aldeias alojavam várias centenas de pessoas. Situavam-se em planaltos como o Cañón Chaco (950-1100) ou abrigados sob os penhascos de Mesa Verde (1100-1300).
Os anasazi escolhiam lugares de difícil acesso para se instalarem. Várias povoações foram construidas debaixo de penhascos, no século XIII. Algumas escavações foram feitas nas paredes de gigantescos desfiladeiros. Os povoados, devido à sua orientação, estão protegidos da chuva e neve no Inverno e do calor no Verão. Ainda servia de proteção natural contra ataques inimigos. Contudo as povoações situavam-se longe dos campos de cultivo sendo pouco acessível aos seus habitantes. Ainda permanece um mistério o porquê dos anasazi terem construído as suas casas num local tão remoto.

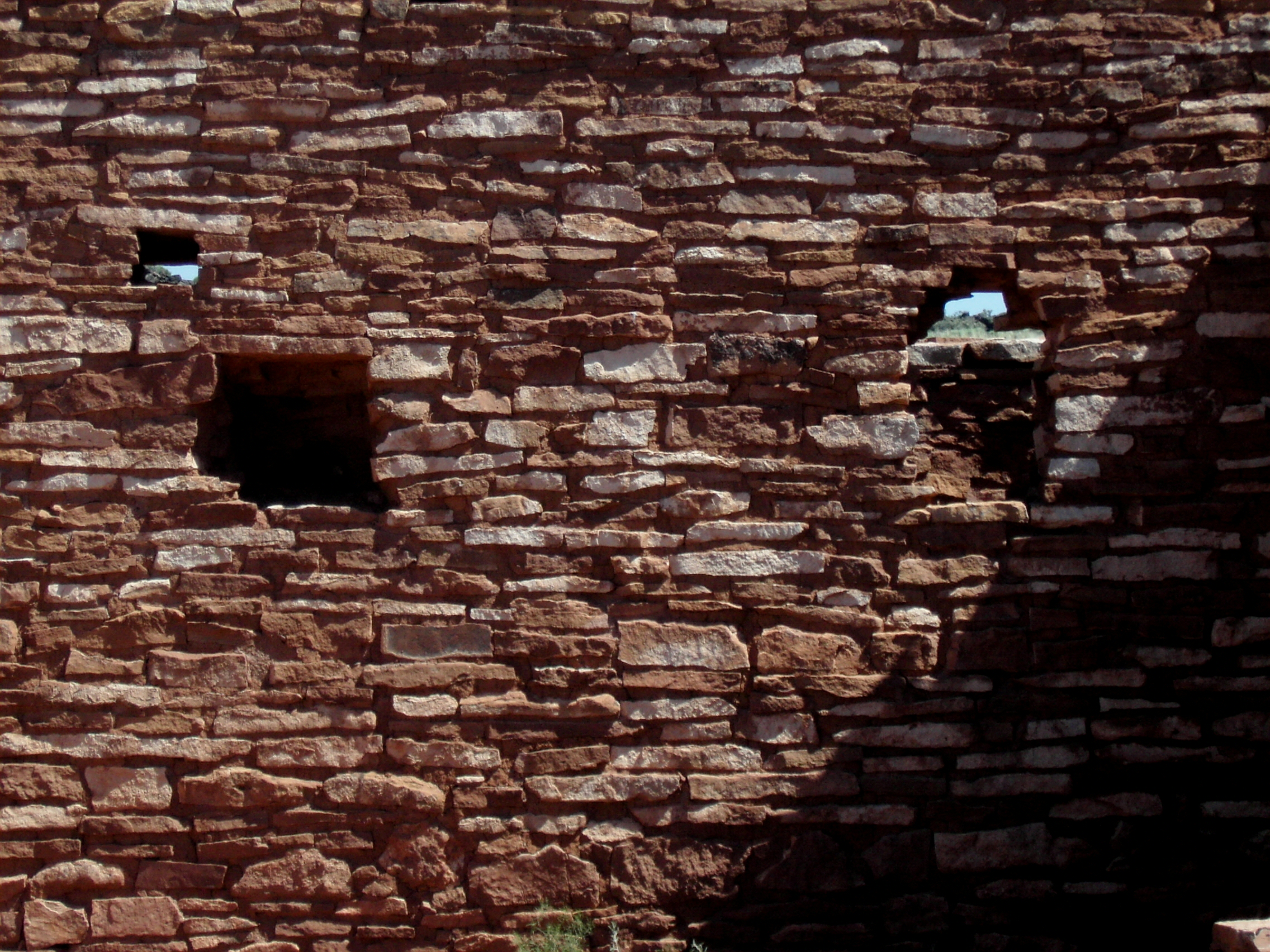
Materiais usados nas habitações anasazi. Wupatki National Monument, Arizona.

As paredes das casas eram feitas com uma espécie de adobe aplicadas a uma grade de madeira e eram chamadas de jacal no México. As construções melhor conservadas tinham uma estrutura de pedra unida por argamassa. Também sabiam cozer o tijolo. Em várias aldeias, nalgumas casas encontram-se vestígios de pintura decorativa sobre um revestimento de gesso, argila ou diretamente sobre o adobe.
O telhado era coberto por camadas de argila e ramos. As casas inicialmente possuíam um só nível mas podiam elevar-se em mais dois níveis. Várias salas retangulares no rés-do-chão eram reservadas para armazenamento de alimentos. A vida quotidiana realizava-se sobretudo nos terraços das casas.
Nestes povoados, os arqueólogos têm-se interessado sobretudo pelas plaza e pelas kivas. As kivas, inicialmente reservadas para o descanso, acabaram por ser usadas para cerimónias religiosas.

### Agricultura e Alimentação

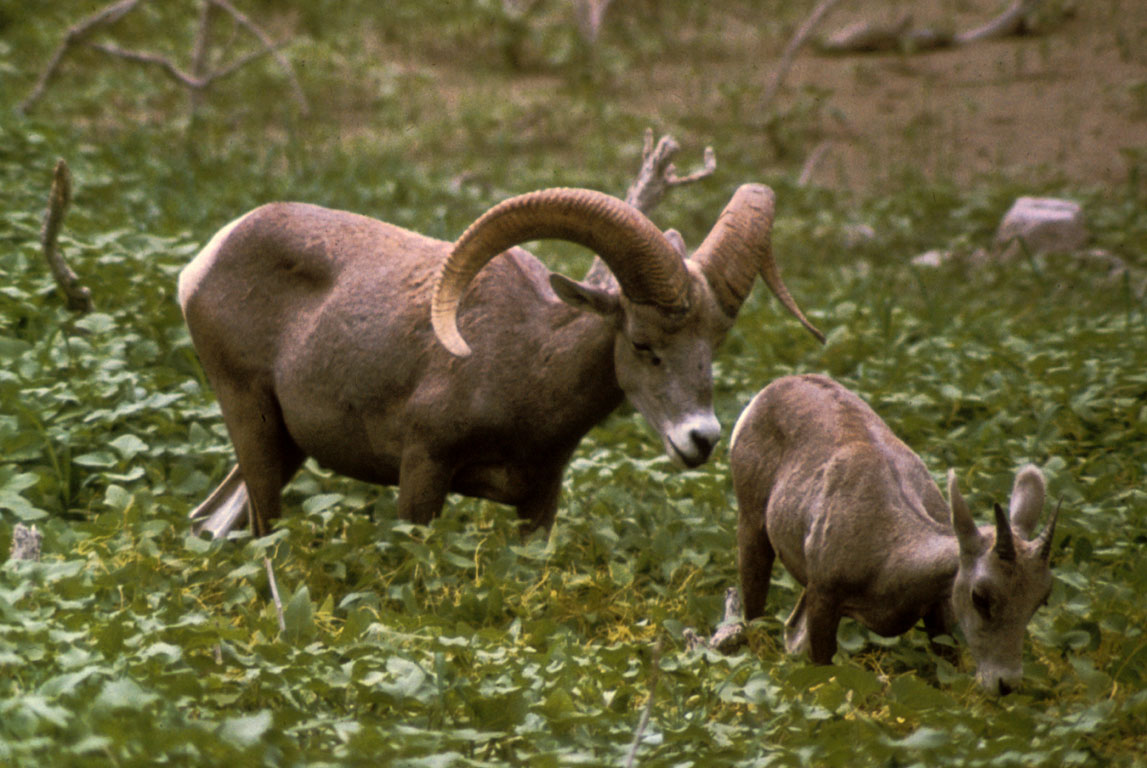
Muflão: Nas áreas montanhosas, aonde não era possível praticar a agricultura, os anasazi caçavam estes animais.

Os anasazi, agricultores sedentários, cultivavam campos situados nas proximidades das suas casas. Produziam milho, feijão, abóbora e tabaco. Todas estas plantas são nativas da Mesoamérica e foram fundamentais na história das civilizações pré-colombianas. Os campos estavam localizados em planaltos que podiam atingir os 2000 metros acima do nível do mar. Em altitudes mais elevadas as condições seriam demasiado duras para a agricultura. As suas ferramentas agrícolas eram feitas de pedra e madeira (enxadas, pás) pois os anasazi não dominavam as técnicas metalúrgicas.

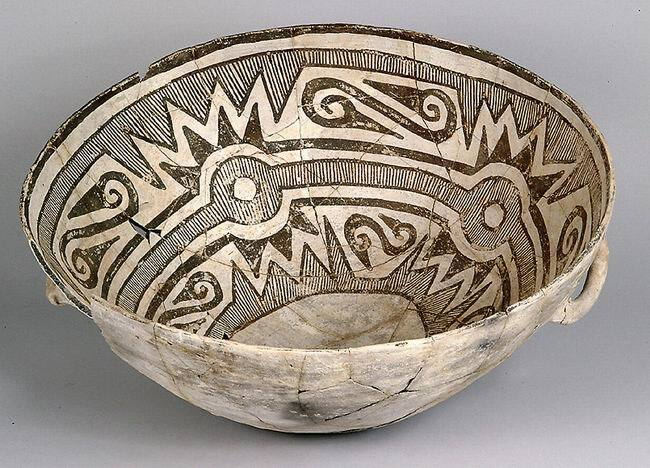
Taça decorada de cerâmica, século XI-século XIII, Cañón del Chaco.

Por outro lado, este povo adaptou progressivamente técnicas de irrigação provenientes do México, quer extraindo a água dos rios, quer de reservatórios de água da chuva. Construíram pequenas barragens, canais e reservatórios que provam uma organização comunitária. Uma parte da colheita era armazenada em casas para ser usada em períodos de falta de comida. Secavam o milho e a abóbora e armazenavam-nos. Usavam pinhões, extraindo-os das pinhas aquecendo-as, em bolos ou comiam-nos diretamente. As sementes de girassol, uma vez sem a casca, eram armazenadas em jarras. Os cereais armazenavam-se em recipientes fechados para protege-los dos roedores e insetos. No século V começaram a fazer peças de cerâmica decoradas com linhas ou pontos. Posteriormente o desenho foi-se desenvolvendo com representações de animais e de ser humanos. As cores usadas nas cerâmicas diferem de região para região: preto e branco no Colorado, preto e vermelho no Arizona, vermelho e camurça no Utah. A cerâmica acabou por evoluir de tal modo que acabou por ficar ricamente decorada com padrões.
Apesar de se terem tornado sedentários, os ameríndios do sudoeste americano nunca abandonaram completamente a caça-recoletora praticada pelos seus antepassados. Pinhões, bagas, frutos silvestres e figos completavam a dieta destes povos. A caça era feita nas "mesas" (bisontes, veados, antílopes) ou nas montanhas (veados e muflões). Capturavam animais menores (coelhos, esquilos e pássaros) com redes de mandioca.

### Artesanato e comércio

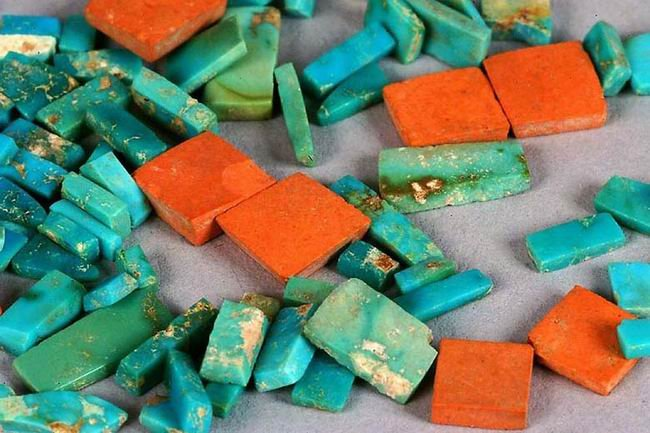
Turquesas encontradas em Chaco Canyon.

Os anasazi teciam algodão para fazerem mantas e camisas e usavam outras fibras vegetais (yucca) e peles ou couros para as roupas. Usavam sandálias e sapatos, estes provavelmente adaptados aos meses de Inverno.
Usavam jóias mas não muito elaboradas como colares, brincos e pulseiras, usavam escovas e pentes de madeira, osso ou coral ou de pedras preciosas como a turquesa. Também se encontraram instrumentos musicais como flautas feitas de osso.

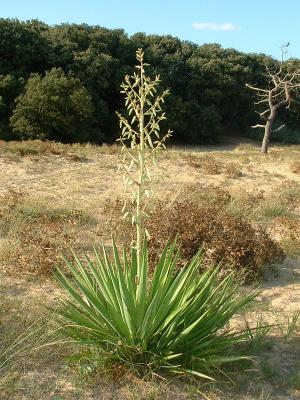
A yucca era utilizada no artesanato anasazi.

Os anasazi importavam conchas da Califórnia, pérolas de cobre e papagaios do México. Os comerciantes utilizavam uma vasta rede de trilhos mas não tinham rotas de comércio definidas como o os Incas. E, ainda por cima, os rios da região não eram navegáveis.
Pueblo Bonito em Chaco Canyon, foi confirmado como o grande centro comercial dos Anasazi. A região é atravessada por um grande número de caminhos que ligam uma centena de aldeias. Os anasazi não tinham um sistema monetário, por isso usavam o sistema de troca directa.
Na sua vida quotidiana, os anasazi usavam diferentes objetos, atualmente muitos deles estão expostos em grandes museus americanos, como:
- Cestas (cestas de yucca, vime e sumagre) com múltiplos usos, por exemplo, como mochila para carregar ferramentas, madeira e alimentos.
- Objetos de cerâmica e olaria como urnas, tigelas, jarros, jarras, colheres e estatuetas.
- Ferramentas e armas de pedra, tais como: pontas de flechas, martelos, facas de obsidiana, furadores para trabalhar o couro, machados de silimanite e de limonite.
- Objetos para tecelagem de algodão e costura de couro (agulhas de osso).
- Fio (por vezes feito de cabelo), cordéis e corda de yucca.